# 4-та група ССО ВМС США
4-та група ССО ВМС США (англ. Naval Special Warfare Group 4) — військове формування, одна з 6-ти бойових груп сили спеціальних операцій військово-морських сил США, які об'єднуються під загальним керівництвом Командування військово-морських спеціальних операцій ВМС США для виконання різнорідних спеціальних операцій.

## Зміст
4-та група ССО укомплектована особовим складом, який організований, навчений, тренований, оснащений та озброєний для виконання завдань спецоперацій у морській, річковій та прибережній зонах середовища. Група діє, як правило, в інтересах угруповань флоту США та в цілях захисту національних інтересів, й здатна виконувати завдання, як у мирний час, так й у ворожому середовищі, а також за умови локальної або звичайної війни.